# Biroina trivittata
Biroina trivittata är en tvåvingeart som först beskrevs av Richards 1973.  Biroina trivittata ingår i släktet Biroina och familjen hoppflugor. Inga underarter finns listade i Catalogue of Life.